# Столкновения Инджи и Галабура
Столкновения Инджи и Галабура (азерб. İncə və Qalaburun toqquşmaları) — в апреле 1946 года между силами, которые принадлежали к Мохаммед Реза-шаху Пехлеви и Национальному правительству Азербайджана, произошли столкновения в районе дорог Текаб и Саин-Кале.

## Фон
На исходе 1944 года, отношения между СССР и Ираном стали ухудшаться. Во время отказа Советского Союза в предоставлении нефти, СССР решил воспользоваться этническими проблемами азербайджанцев на Южном Кавказе. 3 сентября 1945 года было объявлено о создании Демократической партии Азербайджана. 2-4 октября 1945 года в Тебризе состоялся Первый съезд АДП. На Южном Азербайджане в конце ноября состоялись выборы в Народное собрание. В одно и тоже время были приняты меры, направленные против шахской армии, в результате чего эти армейские формирования были уничтожены. На протяжении 1-19 декабря большая часть Южного Азербайджана была в руках АДП. В конце декабря Народный конгресс провозгласил себя Учредительным собранием и назначил своих членов на пост Национального комитета. В Южном Азербайджане 12 декабря была провозглашена автономия. За процессом, который происходил в Азербайджане, с тревогой наблюдали в Тегеране. В результате этого процесса было совершено насилие.

## Столкновения
17 апреля генерал-майор Азими, командовавший воинской частью АДП в городе Марага, сообщил командующему Народными силами АДП Джафару Кавиану о том, что иранские вооруженные силы численностью около 800 человек атаковали деревни Инджи и Галабура, расположенные между дорогами Текаб и Саин-Кале. Именно такую точку зрения отстаивали представители АДП. В тот же день, в течение дня была проведена реорганизованная атака иранских сил, которая продолжалась до вечера. В течение 4-х дней боев 15 добровольцев были ранены или убиты. Сеид Джафар Пишевари, который является главой АДП, начал испытывать беспокойство по поводу непрерывных атак со стороны армии Ирана. Его беспокоило то, что в результате этих нападений город Тебриз, являющийся центром АДП, может быть подвергнут угрозе. По этой причине он приказал немедленно восстановить прежние правила в этих местах. В соответствии с его приказом, АДП направило подкрепление в места, где происходили боестолкновения. После прекращения боевых действий, власть АДП была восстановлена в Индже и Галабуре. Иранская армия потеряла в этих столкновениях 8 человек.

## Итог
На тот момент министром обороны Ирана был Ахмади, который представил столкновения в Индже и Галабуре как нападение АДП на иранскую армию. В его предложении была необходимость наказать демократов. Против этого выступал Кавам ас-Салтана, в то время занимавший должность премьер министра Ирана. При этом он выступает за более детальное рассмотрение этого вопроса. Советские спецслужбы получили сведения о том, что причиной конфликта между демократами и армией стала провокация некоторых приближенных к Шаху людей, таких как Ахмади, Яздан Панах, Манучохр Икбали, Сепер и Муртаза Баят, направленных против Кавама. Но несмотря на это, в результате принятия АДП мер, власть Тебриза вновь утвердилась в селах Инка, Миянбулаг и Галабура. Мир Джафар Багиров сообщил о сложившейся ситуации Сталину и Молотову :
Мы думаем, что этой акцией Гавам хотел с одной стороны проверить обороноспособность Национального правительства, а с другой — побудить реакционные силы нарушить порядок в Азербайджане. Пешавар заявляет, что в случае необходимости продолжит сопротивление иранской армии силами Народной армии.
Во всяком случае, Мир Джафар Багиров подчеркнул важность военного потенциала в отношениях с Ираном. Согласно ему, считалось невозможным добиться успеха без применения военной силы.